# Relevos Mundiales 2028
La IX edición de Relevos Mundiales se celebrará en Nasáu (Bahamas) entre el 22 y el 23 de abril de 2028 bajo la organización de World Athletics y la Federación Bahameña de Atletismo.
Las competiciones se realizarán en el Estadio Thomas Robinson de la capital bahameña.